# Вјеронаука
Вјеронаука је школски предмет који има за циљ вјерско образовање и васпитање ученика. У Србији је имао статус обавезног изборног предмета, у основним и средњим школама. Од школске 2021/22, вјеронаука у школама је сведена на нижи ниво и више нема статус обавезног изборног предмета, него је, одлуком министарства просвјете, то сада наставни програм.

## Историја укидања, оспоравања и опструкције вјерске наставе у школама
Вјеронаука је код Срба у књажевини и краљевини Црној Гори била прва међу предметима и у свједочанствима је прво наведен тај предмет као Наука хришћанска, па Српски језик и остали предмети. Глас Црногорца је 1905. године објавио школски оглас у којем је један од услова за уписивање у Гимназију на Цетињу било полагање пријемног испита из вјеронауке, српског језика и математике. Лазар Томановић је негодовао што је Светозар Прибићевић као министар просвјете Краљевине Срба, Хрвата и Словенаца, наредио да учитељи питају родитеље, да ли желе да им дјеца похађају вјеронауку.  Сматрао је да традиционалне вриједности нису ствар избора, док је код либералнијих Срба питање традиције релативизовано. Избацивање вјеронауке из школа се десило у вријеме комунистичке власти. Познати православни апологета и свјештеник Лазар Милин је записао да комунистичка власт у јесен 1944. године, није одмах јавно забранила вјеронауку, нити је грубо избацила из школе, већ ју је свела на факултативни предмет. Просвјетни фактори, који су били атеистички, су се надали да се нико од ђака неће пријавити за вјеронауку, јер ђачка психологија је таква да тежи што мањем броју предмета. За вјеронауку се пријавило преко деведесет процената ђака, и то у вријеме када је такво изјашњавање било ризично и опасно, јер су таквим ђацима приписивани епитети да су четници и љотићевци. Пошто свођење вјеронауке на факултативни предмет није остварио жељени циљ нових власти, предмет је укинут од 31. јануара 1952. Патријарх српски Герман је на прослави 750 година СПЦ у Студеници 1969. године, у бесједи на литургији, између осталога споменуо и вјеронауку. Навео је да по закону тадашње државе дјеца имају право похађати вјеронауку, али не у школама него при храмовима. Констатовао је да је међу људима завладао страх и кукавичлук, па су се многи правдали да не шаљу дјецу на вјеронауку, јер је један државни чиновник, други је просвјетни радник, трећи ради у војсци и каже да не смије да шаље дијете, да не изгуби службу, иако знају да им је то право по закону гарантовано. Сматрао је да тај страх вријеђа и државне власти које су дале закон и право прописали. Констатовао је да тада има дјеце која нису знала ни да се прекрсте. Пошто (православна) вјеронаука у Србији од увођења, новембра 2001, до школске године 2022-2023 (дуже од двије деценије) нема ни квалитетне и за све једнаке и обавезне уџбенике, у Министарству просвјете је било ријечи и о томе да предмет из обавезног изборног, пређе у необавезни изборни предмет. У Републици Српској изостају такви проблеми, јер за вјеронауку постоје квалитетни уџбеници Катихетског одбора из Бања Луке, а и политичка клима је таква да припадници свих вјера углавном поштују свој вјерски идентитет.
У Црној Гори предмет није враћен у школе, избачен је и предмет српски језик и уведен црногорски, а у уџбеницима је све доминантнија латиница, као и у школским дневницима што се прешло на латиницу. Бивши министар просвјете у Србији Срђан Вербић је хтијео покренути дискусију о потреби да се вјеронаука учи у школама, а у вријеме министра просвјете Младена Шарчевића, школама је 22. јуна 2020. стигло Стручно упутство о формирању одељења и начину финансирања у основним и средњим школама за школску 2020-2021. годину. Ранија пракса је била да се једна група за вјеронауку формира са минимално 15 ученика, а по новој би минималан број ученика у групи био 30 ученика, што би знатно нарушило квалитет у извођењу наставе. На тај начин би велики број вјероучитеља остао без посла, што је изазвало негодовање Српске православне цркве. Патријарх српски Порфирије је 4. новембра 2021, на отварању међународног експертског панела Двадесет година верске наставе у Републици Србији, на Православном богословском факултету СПЦ у Београду, у свом говору, као проблем везан за вјерску наставу у Србији навео и свођење вјеронауке са школског предмета на наставни програм (вјеронаука и грађанско постају обавезни изборни програм), у школској години 2021.-2022. Предмети су ликовно, музичко, математика..., а програми су чувари природе, руке у тијесту, вјерска настава... Патријарх сматра да вјеронаука има формативан утицај на ученике и да овакав статус није одржив ни на краћи рок. И један од викара патријарха Порфирија, владика топлички Јеротеј Петровић, предсједник Одбора за вјерску наставу Архиепископије београдско-карловачке, замјерио је министарству просвјете Србије што сматра да за враћање вјеронауке у статус редовног изборног предмета треба формирати комисију, а за свођење вјеронауке са редовног изборног предмета на наставни програм, није формирана комисија, све је одрађено преко ноћи, без озбиљног разматрања, икаквих консултација, чак и без формалног, писменог обавјештења о тој промјени, Цркви и вјерским заједницама. 2022. патријарх Порфирије и вјероучитељи Архиепископије београдско-карловачке су негодовали због ометања ученика од стране директора неких  (60-ак) школа, да се опредијеле за похађање вјерске наставе у основним и средњим школама.

## Србија
Реформа образовног система у Србији почела је увођењем веронауке и грађанског васпитања. Ово је последица ширих друштвених промена започетих 2000. године. У Србији је најзаступљеније становништво православне вероисповести. Извођење наставе веронауке као факултативног предмета код ученика првих разреда основних и средњих школа започело је у Србији новембра 2001. године. Истовремено, као алтернативни предмет веронауци уведено је грађанско васпитање. Србија се тако прикључила како Европским земљама, тако и суседним земљама Хрватској и Босни и Херцеговини у којима се конфесионална веронаука изводи још од 1991. године, односно од распада заједничке државе.

### Вишеконфесионални модел верске наставе
Године 2001, Србија се определила за конфесионални, подвојени, вишеконфесионални модел верске наставе коју у јавним школама може изводити седам „традиционалних” или „историјских” цркава и верских заједница: Српска православна црква, Римокатоличка црква, Исламска заједница, Јеврејска заједница, Словачка евангеличка црква, Хришћанска реформатска црква и Евангеличка хришћанска црква у Србији-Војводини. Верска настава је најпре понуђена као факултативни предмет у првим разредима основне и средње школе, с могућношћу да се као алтернатива одабере грађанско васпитање или ниједан од та два предмета. Министарство просвете и спорта је приказало податке да се те прве године када су уведени као факултативни предмети 30% родитеља деце основаца определило за веронауку, 20% за грађанско васпитање, 10% за оба предмета, док се 30% родитеља определило да њихова деца не слушају ни један од ова два предмета. У средњим школама се 67% ученика определило да не слуша ни један од ова два предмета, 15% је изабрало веронауку, док је око 10% се определило за слушање грађанског васпитања, 2-3% се ученика определило за слушање оба предмета.

### Циљ вјерске наставе у школи
Циљ вјерске наставе у основној и средњој школи је да се њом свједоче садржаји вјере и духовно искуство традиционалних цркава и религијских заједница које дјелују на нашем простору, да се ученицима пружи цјеловит религијски поглед на живот, као и да им се омогући слободно усвајање духовних вриједности Цркве или заједнице којој историјски припадају, односно, чување и његовање сопственог вјерског и културног идентитета.

## Република Српска
Вјеронаука је уведена као обавезан предмет у основним школама Републике Српске још 1992. на основу тадашњег Закона о основном образовању и васпитању. Часови вјеронауке се одржавају једном седмично у трајању од 45 минута у склопу распореда часова.
Вјеронауку могу предавати дипломирани теолози и лица која су положила стручни испит за вјероучитеље — свештеници или цивили. Епископски савјет, кога чине сви православни епископи у Републици Српској и Босни и Херцеговини, донио је на сједници 2001. одлуку о оснивању Катихетског одбора Српске православне цркве у Републици Српској и Босни и Херцеговини. Катихетском одбору је стављена у дужност брига о програму и уџбеницима за вјеронауку, као и полагању стручних испита за вјероучитеље. Уџбенике православне вјеронауке за коришћење одобрава Министарство просвјете и културе Републике Српске, а садржај програма утврђује Катихетски одбор. Издавање уџбеника се врши с благословом једног од епископа у Епископском савјету.
О увођењу вјеронауке као предмета и у средњим школама, Влада Републике Српске и Српска православна црква су потписале споразум.

## Хрватска
У Хрватској, вјеронаука се дијели на школску и жупну.
Жупна вјеронаука је усмјерена на стицање искуства живота у вјери у једној жупи (парохији). На њој се припрема за сакраменте. Замишљена је као васпитање у вјери гдје се вјерницима свих узраста (предшколска дјеца, основношколци, средњошколци, студенти, одрасли, старија лица) пружа уживо искуство вјере. Дјечја вјеронаука се у пракси често одржава под видом припреме за сакраменте (прва причест, света потврда). Катекуменат је посебни облик жупне вјеронауке код којега се одрасла лица кроз дуже временско раздобље припремају за крштење.
Католичка вјеронаука је уведена као изборни предмет у основној и обавезни изборни предмет у средњој школи (умјесто ње се може изабрати етика која је по концепту слична предмету Грађанског васпитања у Србији), а одвија се према наставном програму одобреном од стране Хрватске бискупске конференције и Министарства науке, образовања и спорта. Предају је дипломирани теолози и дипломирани катехете који су положили стручни испит и имају мандат бискупа. Католичка вјеронаука се одржава и у установама предшколског васпитања.

## Друге земље
У Њемачкој је вјеронаука редован и обавезан наставни предмет уз могућност изузећа. Вјероучитељ наставу може реализовати тек онда када добије овлашћење од Цркве (као и у Републици Српској). У Аустрији је вјеронаука обавезан наставни предмет за дјецу основне школе, а за средњошколце је изборан предмет. Реализује се два часа седмично.
У Италији се изводи католичка конфесионална вјеронаука коју финансира држава. Похађање вјеронауке није обавезно, а могуће је тражити изузеће. У Француској нема вјеронауке у школама. Постоји један слободан дан у седмици за ваннаставне активности, међу њима и вјеронауку која није обавезна. У Белгији постоје двије врсте средњих школа — државне и католичке. У католичким школама вјеронаука је обавезан наставни предмет који се реализује са два часа седмично. У државним школама ученици бирају између наставе религије (католичке, протестантске, јеврејске или исламске) или неконфесионалне етике.
У Уједињеном Краљевству је вјеронаука неконфесионална, али постоји предмет религијско образовање, који је нека врста вјерске културе. Вјеронаука је редован и обавезан наставни предмет. У Ирској, у основним и средњим школама постоји конфесионална вјеронаука као редовни предмет. У школи постоји могућност обављања вјерских обреда.
У Шведској је вјеронаука интерконфесионалан наставни предмет — укључује уопштено све религије. Не опредјељује се ни за једну опцију, ријеч је о својеврсној религијској култури. Предмет је обавезан за све ученике. У Пољској је вјеронаука необавезан наставни предмет. Ученици који желе могу похађати етику као алтернативни наставни предмет.
У Шпанији је вјеронаука редован и обавезан наставни предмет са могућношћу изузећа. Поштује се вјерска слобода и право на избор. Одржава се два часа седмично у основној и средњој школи. У Португалији се вјеронаука изводи у свим јавним школама један час седмично.